# The Flash (4.ª temporada)
A quarta temporada da série de televisão estadunidense The Flash, que é baseada no personagem Barry Allen / Flash da DC Comics, estreou na The CW em 10 de outubro de 2017, e teve 23 episódios até 22 de maio de 2018. A temporada segue um crime investigador de cena com velocidade sobre-humana que luta contra criminosos, incluindo outros que também ganharam habilidades sobre-humanas. É ambientado no Universo Arrow, compartilhando continuidade com as outras séries de televisão do universo, e é um spin-off de Arrow. A temporada foi produzida pela Berlanti Productions, Warner Bros. Television e DC Entertainment, com Andrew Kreisberg e Todd Helbing atuando como showrunners.
A temporada foi encomendada em janeiro de 2017, e as filmagens começaram naquele julho. Grant Gustin estrela como Barry Allen, com os principais membros do elenco Candice Patton, Danielle Panabaker, Carlos Valdes, Keiynan Lonsdale, Tom Cavanagh e Jesse L. Martin também retornando de temporadas anteriores, e são acompanhados por Neil Sandilands. A série foi renovada para uma quinta temporada em 2 de abril de 2018.

## Episódios
| N.º na série | N.º na temp. | Título                                                                 | Dirigido por        | Escrito por                                                                  | Exibição original       | Audiência (milhões) |
| --- | ------------ | ---------------------------------------------------------------------- | ------------------- | ---------------------------------------------------------------------------- | ----------------------- | ------------------- |
| 70 | 1            | "The Flash Reborn" "(O Flash Renascido)" (BR)                          | Glen Winter         | História por : Andrew Kreisberg Roteiro por : Todd Helbing & Eric Wallace    | 10 de outubro de 2017   | 2.84                |
| Iris esteve auxiliando o Time Flash em Central City durante seis meses, mas se recusando a sofrer por Barry. Um Samurai voador com superpoderes aparece em Central City, ameaçando a cidade se o verdadeiro Flash não o enfrentar. Cisco revela que elaborou uma maneira de trazer Barry de volta sem desestabilizar a Força de Aceleração e rastreia Caitlin para conseguir sua ajuda. Contra a aprovação de Iris, o Time Flash retorna Barry com sucesso, que aparece dizendo coisas aleatórias e escrevendo símbolos nas paredes continuamente. Wally tenta parar o Samurai, mas é derrotado. Cisco decifra as escrituras de Barry e encontra uma frase aparentemente sem sentido. Na tentativa de recuperar as memórias de Barry, Iris se entrega ao Samurai. O plano funciona e Barry adquire sua velocidade, resgata Iris e derrota o Samurai, que é revelado ser um robô. Caitlin se junta novamente ao Time Flash, mas é revelado que ela está trabalhando para uma criminosa chamada Amunet em um bar, revelando também que ela continua tendo que lutar contra a personalidade de Nevasca aparecendo. É revelado que o "Samuroid" estava sendo controlado pelo Pensador, cujo plano era atrair o Flash para seus próximos planos. |              |                                                                        |                     |                                                                              |                         |                     |
| 71 | 2            | "Mixed Signals" "(Sinais Mistos)" (BR)                                 | Alexandra La Roche  | Jonathan Butler & Gabriel Garza                                              | 17 de outubro de 2017   | 2.54                |
| Quando Barry, Joe e Cisco investigam uma cena de crime, eles descobrem restos de um código misterioso. Cisco apresenta para Barry um traje tecnologicamente avançado, destinado a facilitar suas atividades. Ele o testa, tentando salvar alguém de um carro de fenda, o que foi causado pelo meta-humano Ramsey Deacon. Cigana chega à Terra-1 para um encontro com Cisco, que é forçado a cancelar o mesmo para que possa focar em Deacon. Após uma sugestão de Caitlin, Iris inscreve Barry e ela em uma terapia de casal para resolver o relacionamento deles. Deacon sequestra uma testemunha, que anteriormente era membro de uma equipe de tecnologia e que o enganou. Barry e Wally correm para salvá-lo, mas Deacon usa suas habilidades para deixar o traje de Barry fora de controle. Com as instruções de Iris, Barry lança um raio em si mesmo, conseguindo conter seu traje. Então, ele derrota Deacon, que é trancado na ala-meta de Iron Heights, o que é revelado ser parte do plano do Pensador. Cisco finalmente sai com Cigana. Ao se perguntarem como Deacon ganhou seus poderes se não estava presente durante o incidente do acelerador de partículas, Barry e Joe descobrem com Deacon que existem "outros". |              |                                                                        |                     |                                                                              |                         |                     |
| 72 | 3            | "Luck Be a Lady" "(Que a Sorte Seja uma Mulher)" (BR)                  | Armen V. Kevorkian  | Sam Chalsen & Judalina Neira                                                 | 24 de outubro de 2017   | 2.62                |
| Em flashbacks, o Pensador observa Becky Sharpe, uma mulher com uma má sorte aparentemente eterna, e determina que ela será facilmente manipulada. No presente, Becky rouba um banco, e consegue fugir quando Barry escorrega em bolinhas de gude. Harry chega da Terra-2 e diz para Wally que Jesse decidiu se separar para focar em seu vigilantismo. Cisco deduz que Becky é uma meta-humana com poderes de sorte favorável, induzindo azar para os outros. Barry percebe que o portal que usou para sair da Força de Aceleração expôs um ônibus inteiro de pessoas, incluindo Becky e Deacon, à matéria negra transformadora. Harry diz para Cisco que Jesse o expulsou de seu time de combate ao crime, devido às suas atitudes. Os poderes de Becky aumentam e ficam fora de controle, reativando o acelerador de partículas, o que Harry intencionalmente deixa acontecer, anulando os poderes de Becky e levando à sua prisão. Cisco e Harry identificam doze novos meta-humanos criados no ônibus, e Harry suspeita que um grupo desconhecido manipulou os eventos a cerca do retorno de Barry. Wally decide ir embora para uma jornada para encontrar a si mesmo. É revelado que o Pensador está espionando o S.T.A.R. Labs através do capacete do "Samuroid". Joe descobre que Cecile está grávida. |              |                                                                        |                     |                                                                              |                         |                     |
| 73 | 4            | "Elongated Journey Into Night" "(Longa Jornada Noite Adentro)" (BR)    | Tom Cavanagh        | Sterling Gates & Thomas Pound                                                | 31 de outubro de 2017   | 1.99                |
| O pai de Cigana, Breacher, ataca Cisco, prometendo caçá-lo e matá-lo em 24 horas, e permitindo o romance deles se ele sobreviver. O Time Flash descobre que o motorista do ônibus foi assassinado, decidindo rastrear outro passageiro, Ralph Dibny, ex-detetive corrupto do Departamento de Polícia de Central City que foi exposto por Barry e atualmente é um detetive particular ruim. Quando dois bandidos atacam Dibny, é revelado que ele tem poderes de se esticar. Caitlin estabiliza seus poderes com um soro. O time descobre que Ralph chantageou o Prefeito Bellows por adultério, e é revelado que Bellows contratou os bandidos. Barry confronta Ralph por suas ações enquanto Ralph o repreende, alegando ter sido um "bom policial". Mais tarde, ele para de chantagear Bellows, que mesmo assim tenta matá-lo, mas Breacher confunde Ralph com um Plastoid, a espécie que invadiu a Terra-19 no passado, e o ataca. Cisco chega e salva Ralph, a quem Barry, depois de revelar seu alter-ego, convence a ajudá-lo a prender Bellows, que fugiu. Admirando a coragem de Cisco, Breacher permite o relacionamento. Barry recruta Ralph para o Time Flash e descobre que alguém chamado DeVoe instruiu Ralph a vigiar Bellows. Barry lembra que Abra Kadabra e Savitar mencionaram DeVoe. Enquanto isso, Caitlin encontra uma mensagem na porta de seu apartamento. |              |                                                                        |                     |                                                                              |                         |                     |
| 74 | 5            | "Girls Night Out" "(A Noite das Garotas)" (BR)                         | Laura Belsey        | Lauren Certo & Kristen Kim                                                   | 7 de novembro de 2017   | 2.38                |
| Quando não conseguem rastrear DeVoe, o Time Flash é visitado por Felicity, que se junta à festa de despedida de solteira de Iris. Tirando sarro dos planos de Cisco para a despedida de solteiro de Barry, Ralph leva os homens para um clube de strip-tease, onde eles descobrem que a filha de Cecile, Joanie, está trabalhando. Joe confronta-a, que afirma que ela está apenas fazendo pesquisas feministas. Ralph incita uma briga, levando à prisão dos homens até Harry pagar fiança. Enquanto isso, o executor de Amunet, Norvock, exige o retorno de Caitlin e ataca as mulheres quando ela se recusa. Nevasca aparece e repele-o, depois contando a Iris que Caitlin aceitou o emprego de Amunet em troca dos meios para controlar Nevasca. Ao descobrirem que Amunet está mantendo um meta-humano refém, que ela chama de "Chorão", cujas lágrimas são um narcótico forte, e pretende vendê-lo, o grupo de Iris decide impedi-la. Embora Caitlin se recuse a se juntar, ela ataca Amunet ao ver seus amigos em perigo. Usando um forte ímã, o time rouba os fragmentos de metal de Amunet, deixando-a impotente. Iris convence Nevasca a não matar Amunet, que promete vingança. Ambas as partes se recusam a contar-se sobre suas aventuras. Iris pede para Caitlin ser sua dama de honra, enquanto Joe convence Joanie a contar para Cecile sobre sua pesquisa. DeVoe captura o Chorão. |              |                                                                        |                     |                                                                              |                         |                     |
| 75 | 6            | "When Harry Met Harry..." "(Quando Harry Conheceu Harry...)" (BR)      | Brent Crowell       | Jonathan Butler & Gabriel Garza                                              | 14 de novembro de 2017  | 2.46                |
| Barry treina Ralph para usar suas habilidades, enquanto Cisco faz um traje esticável para ele. Outro meta-humano do ônibus, uma nativa de Lakota Sioux chamada Mina Chayton, que pode dar vida à estátuas, começa a atacar Central City e a roubar peças de um colar de Bisão Negro, que ela afirma pertencer à sua tribo. Quando Barry e Ralph a alcançam, ela ataca Barry com uma estátua de homem das cavernas e tenta uma fuga. Ralph opta por detê-la, mas uma pequena garota está ferida no processo. Ralph lamenta suas ações, mas é consolado por Barry. Chayton foge do Departamento de Polícia de Central City, indo atrás da última peça de colar realizada no museu. Quando Barry e Ralph a confrontam, ela traz um esqueleto de dinossauro para a vida. Barry prende Chayton enquanto Ralph salva um guarda de segurança do esqueleto. Mais tarde, Ralph revela que enviou o colar de volta à tribo de Chayton, antes de visitar a pequena menina no hospital, usando suas habilidades para entretê-la. Enquanto isso, Harry, tentando fazer amigos, trabalha com seus sósias de Terras alternativas, o Conselho de Wells. Eles descobrem que DeVoe é um homem chamado Clifford DeVoe. Barry e Joe vão até a casa de DeVoe, e descobrem que ele é um homem de meia-idade em uma cadeira de rodas. |              |                                                                        |                     |                                                                              |                         |                     |
| 76 | 7            | "Therefore I Am" "(Portanto, Eu Existo)" (BR)                          | David McWhirter     | Eric Wallace & Thomas Pound                                                  | 21 de novembro de 2017  | 2.20                |
| Barry e Joe interrogam DeVoe e sua esposa para tentar conseguir mais informações. Em flashbacks, DeVoe e sua esposa constroem uma capa de pensamento para melhorar sua capacidade cerebral, alimentando-a através da explosão do acelerador de partículas. O aumento do poder cerebral de DeVoe acelera sua esclerose lateral amiotrófica, o obriga sua esposa a construir uma cadeira especial para mantê-lo vivo. Barry descobre a câmera na cabeça do Samuroid e confronta DeVoe, que revela sua verdadeira identidade, o que faz com que Cisco lhe nomeie como "O Pensador". Wally volta para o Time Flash, retornando de Blue Valley. |              |                                                                        |                     |                                                                              |                         |                     |
| 77 | 8            | "Crisis on Earth-X, Part 3" "(Crise na Terra-X, Parte 3)" (BR)         | Dermott Downs       | História por : Andrew Kreisberg & Marc Guggenheim Roteiro por : Todd Helbing | 28 de novembro de 2017  | 2.82                |
| Barry, Oliver, Sara, Alex, Martin e Jax acordam em um campo de concentração nazista na Terra-X, com algemas que neutralizam seus poder. O líder do campo de concentração revela ser o sósia de Quentin Lance da Terra-X, que os leva para execução, antes de serem salvos pelo Cidadão Frio (o sósia de Leonard Snart da Terra-X). Snart os leva a um esconderijo de resistência, onde o time conhece outros combatentes de resistência, Ray Terrill e o General Schott (sósia de Winn Schott). É revelado que o único caminho de volta para a Terra-1 é através de um portal temporal em uma instalação nazista, que Winn planeja explodir para destruir o dispositivo apocalíptico do inimigo. Oliver se disfarça como seu sósia da Terra-X para se infiltrar na instalação, descobre que o dispositivo apocalíptico nazista contra o multiverso é um fuzileiro militarizado chamado Wellenreiter e salva uma prisioneira (quem é a sósia de Felicity da Terra-X) de Quentin. Barry e Ray lutam contra o Tornado Vermelho da Terra-X, enquanto o resto do time entra nas instalações. Ao tentar reativar o portal, Stein é baleado e gravemente ferido. De volta à Terra-1, Thawne se prepara para realizar uma cirurgia em Kara para salvar Overgirl. Felicity e Iris tentam impedi-lo, mas são capturadas. Este episódio continua um crossover que se inicia no episódio 8 da 3.ª temporada de Supergirl e no episódio 8 da 6.ª temporada de Arrow, e se conclui no episódio 8 da 3.ª temporada de Legends of Tomorrow. |              |                                                                        |                     |                                                                              |                         |                     |
| 78 | 9            | "Don't Run" "(Não Corra)" (BR)                                         | Stefan Pleszczynski | Sam Chalsen & Judalina Neira                                                 | 5 de dezembro de 2017   | 2.22                |
| Enquanto faz compras para o Natal, Barry é emboscado e sequestrado por DeVoe enquanto Caitlin é sequestrada no Jitters por Amunet. Iris afirma que o time precisa procurar os dois, apesar das afirmações de Wells de que eles não têm tempo e recursos suficientes e que eles só podem se dar ao luxo de procurar um deles. Barry é preso no esconderijo de DeVoe. Caitlin é obrigada por Amunet a realizar uma cirurgia em um meta-humano chamado Dominic Lanse, que pode ler mentes. Eles tentam fugir, mas Amunet impede sua saída. Caitlin consegue dominar Amunet rapidamente, e ela e Dominic fogem do prédio em que estão presos. No lado de fora, eles são resgatados por Cisco e Ralph, pois Iris escolheu focar no resgate de Caitlin. Barry consegue escapar de DeVoe. O Time Flash comemora o Natal na casa dos West e Dominic se junta a eles. Barry recebe um alerta de segurança vindo de seu apartamento. Quando ele chega, ele recebe uma ligação de Dominic, que revela que Amunet sequestrou Dominic novamente e DeVoe transferiu sua mente para o corpo de Dominic. Barry encontra o corpo original de DeVoe morto no chão de seu apartamento e, quando percebe que DeVoe armou uma armadilha para que ele fosse acusado de seu "assassinato", a polícia chega e Barry é preso. |              |                                                                        |                     |                                                                              |                         |                     |
| 79 | 10           | "The Trial of The Flash" "(O Julgamento do Flash)" (BR)                | Philip Chipera      | Lauren Certo & Kristen Kim                                                   | 16 de janeiro de 2018   | 2.51                |
| Barry é julgado pelo assassinato de Clifford DeVoe, sendo representado por Cecile. Enquanto isso, Cisco e Joe investigam um acidente em um banco onde todas as pessoas sofreram de envenenamento de radiação por um meta-humano desconhecido. Singh revela para Joe que testemunhará contra Barry no julgamento. Mais tarde, o meta-humano é identificado como Neil Borman, um homem que está perdendo o controle de seus poderes, o que obriga Barry a sair do julgamento com Cisco e Caitlin. Chegando ao local, Nevasca tenta o congelar, mas Neil consegue fugir e começa a se desestabilizar. Barry cria um selo de vácuo ao redor dele para conter a radiação. Cisco abre um portal e transporta a radiação pra a inabitada Terra-15, drenando o meta-humano e salvando o dia. Mais tarde, Barry é julgado pelo júri como culpado e condenado à prisão perpétua. |              |                                                                        |                     |                                                                              |                         |                     |
| 80 | 11           | "The Elongated Knight Rises" "(O Longo Cavaleiro Surge)" (BR)          | Alexandra La Roche  | Sterling Gates & Thomas Pound                                                | 23 de janeiro de 2018   | 2.12                |
| Barry usa sua velocidade para ajudar secretamente os guardas a conter os outros presos durante uma rebelião na prisão. Ele também faz amizade com Dave Ratchet, antigo colega de cela de seu pai. No dia seguinte, Barry conhece Axel Walker, que, mais tarde, foge da prisão graças a ajuda de sua mãe, Zoey Clark, a única parceira de seu pai, Trapaça. Axel desafia Ralph ao ameaçar causar caos na cidade. Ralph tenta detê-lo, mas é ferido por Axel e salvo por Cisco. Ralph entra escondido na prisão para falar com Barry sobre o medo que está sentindo. Barry lhe diz que ser um herói não se trata de ter medo, mas de ter a capacidade de superar seu medo. Cisco e Caitlin vão resgatar os reféns, mas são capturados por Axel e Zoey, que pretendem matá-los. Ralph chega e tenta proteger os dois de um banho de ácido, até que Wells consegue hackear o sistema do chuveiro para neutralizar sua acidez. Iris visita Barry na prisão, onde reafirmam seu amor um pelo outro. Ralph e Cisco saem para tomar café, onde encontram a garota animada do casamento de Barry e Iris. A garota escreve em seu diário, onde parece estar escrevendo no idioma que Barry estava usando quando saiu da Força de Aceleração. |              |                                                                        |                     |                                                                              |                         |                     |
| 81 | 12           | "Honey, I Shrunk Team Flash" "(Querida, Eu Diminui o Time Flash)" (BR) | Chris Peppe         | Sam Chalsen & Judalina Neira                                                 | 30 de janeiro de 2018   | 2.60                |
| Cecile desenvolve habilidades telepáticas como resultado de sua gravidez, combinada com a matéria escura dormente em suas células, o que Caitlin diz ser temporário. Na prisão, Barry descobre que Ratchet é inocente de um homicídio de assalto que, na verdade, foi cometido por Sylbert Rundine quinze anos atrás. Barry pede para o time investigar o caso. É revelado que Rundine é um meta-humano do ônibus com a capacidade de encolher e ampliar objetos; ele encolhe Cisco e Ralph ao tentar fugir. A tentativa de cura que Harry cria acaba dando errado, e Caitlin diz que se eles não forem re-ampliados dentro de um certo período de tempo, seus corpos irão explodir. O time confronta Rundine em um armazém, onde Harry o engana, fazendo-o re-ampliar Ralph e Cisco. Rundine é preso, mas se recusa a confessar seu crime do passado. Barry percebe que mesmo se Ratchet fosse solto, ele ficaria tão infeliz na cidade quanto quando estava na prisão; ele deseja viver em uma aldeia chinesa isolada chamada Jiaju, mas teme que nunca chegará lá. Depois que Joe diz que ele sempre fará o seu melhor, Barry usa sua velocidade para levar Ratchet até Jiaju, onde ele pode viver seu sonho. Depois de descobrir que Barry é o Flash, o diretor da prisão, Gregory Wolfe, prende Barry em sua ala privada de meta-humanos, com a intenção de vendê-lo para Amunet. |              |                                                                        |                     |                                                                              |                         |                     |
| 82 | 13           | "True Colors" "(Cores Verdadeiras)" (BR)                               | Tara Nicole Weyr    | Jonathan Butler & Gabriel Garza                                              | 6 de fevereiro de 2018  | 2.28                |
| Wolfe planeja vender Barry e os meta-humanos do ônibus presos (Ramsey Deacon, Becky Sharpe, Mina Chaytan e Sylbert Rundine) para Amunet, então, eles planejam fugir. Cecile descobre os planos de Wolfe depois de ler sua mente. Ralph encontra um antigo colega e sua interação negativa com ele mostra a descoberta de que ele pode mudar de forma. Sua falta de domínio com a nova habilidade impede sua tentativa de frustrar o acordo de Amunet com Wolfe. Barry ajuda os meta-humanos a fugir dos amortecedores de energia, mas eles são encurralados por Wolfe e Amunet. DeVoe chega e usa novamente sua cadeira para extrair as habilidades dos meta-humanos, antes de transferir sua mente para o corpo de Sharpe. Então, ele esmaga o crânio de Wolfe enquanto Marlize olha horrorizada; Amunet foge. Ralph usa sua habilidade de mudar de forma para aparecer como o DeVoe original a pedido de Barry, alegando que ele estava inconsciente no apartamento de Barry, mas não morto, o que limpa o nome de Barry. O Time Flash percebe que DeVoe está apenas roubando poderes dos meta-humanos que estavam no ônibus quando a onda de matéria escura foi desencadeada, o que significa que ele provavelmente terá Ralph como um alvo também. De volta à casa dos DeVoe, o casamento do casal continua a se deteriorar, e DeVoe droga sua esposa com as lágrimas do Chorão para que ela mantenha sua devoção em relação a ele.                                                                                     |              |                                                                        |                     |                                                                              |                         |                     |
| 83 | 14           | "Subject 9" "(Sujeito 9)" (BR)                                         | Ralph Hemecker      | Mike Alber & Gabe Snyder                                                     | 27 de fevereiro de 2018 | 2.12                |
| Barry é afastado por tempo indeterminado da Polícia de Central City devido à sua conexão com o caso de DeVoe. O time encontra outra meta-humana do ônibus chamada Izzy, com habilidades de som, amplificado por seu violino. Ela consegue usar suas habilidades quando DeVoe (dentro do corpo de Sharpe) tenta capturá-la. Barry e Ralph ajudam a treinar Izzy para melhorar suas habilidades, o que prova ser uma tarefa difícil quando ela se machuca. Mais tarde, DeVoe aparece novamente, usando as habilidades de Dominic e de Becky para fazer com que Barry passe por um aneurisma cerebral, enquanto usa suas habilidades originais para parar Ralph. Então, DeVoe, mais uma vez, usa a cadeira para transferir sua mente para o corpo de Izzy e foge. Ralph e Barry se confortam mutuamente em relação as suas respectivas perdas: Barry sendo afastado da força policial e Ralph perdendo Izzy para DeVoe. Essas perdas reforçam a determinação de Barry e Ralph de acabar com DeVoe e salvar os três meta-humanos restantes. |              |                                                                        |                     |                                                                              |                         |                     |
| 84 | 15           | "Enter Flashtime" "(Entre o Tempo do Flash)" (BR)                      | Gregory Smith       | Todd Helbing & Sterling Gates                                                | 6 de março de 2018      | 2.04                |
| Jesse chega na Terra-1 para conversar com seu pai. A eco-terrorista Veronica Dale explode uma bomba nuclear, o que Barry tenta parar, entrando em uma forma de supervelocidade conhecida como "tempo do Flash", onde tudo está parado. No entanto, a bomba já explodiu, e ele e Jesse não conseguem parar isso ou salvar a todos com supervelocidade. Jay Garrick chega da Terra-3 para ajudar, mas eles ainda não conseguem parar a bomba. Barry fica no tempo do Flash por horas, levando cada um dos seus amigos para dentro desse tempo, na tentativa de encontrar uma solução; eles discutem opções, como congelar a bomba ou enviá-la para outra Terra, mas nenhuma dessas soluções parece ser possível. Mais tarde, Iris lhe dá a ideia de recuperar a Esfera Quark da Força de Aceleração para enviar um raio para a bomba, o suficiente para desativá-la. Barry faz isso e joga a Esfera de volta para a Força de Aceleração, salvando Central City. Jay admite que irá se aposentar e que irá treinar uma nova velocista. Jesse e Jay voltam para suas Terras; Caitlin e Wells saem para tomar café, onde encontram a garota misteriosa. |              |                                                                        |                     |                                                                              |                         |                     |
| 85 | 16           | "Run, Iris, Run" "(Corre, Iris, Corre)" (BR)                           | Harry Jierjian      | Eric Wallace                                                                 | 13 de março de 2018     | 2.09                |
| Um meta-humano com poderes de fogo tenta roubar o banco de Central City. Outro meta do ônibus chamado Matthew Kim toca o meta-humano, o que faz com que seus poderes sejam transferidos para outro indivíduo. Quando Joe, Iris e Barry aparecem para fazer algumas perguntas a Kim, Barry e Iris entram em contato com Kim, fazendo com que a velocidade de Barry seja transferida para Iris. Inspirado por Thawne, Harry planeja construir seu próprio chapéu de inteligência para ser mais inteligente que DeVoe. Com seus papéis invertidos, Iris se torna a velocista de Central City, enquanto Barry deve aprender a atuar como líder do time. O novo meta-humano exige dinheiro e aterroriza a cidade com seus poderes de fogo. Usando o chapéu de inteligência de Wells, o time surge com a ideia de Iris criar uma onda gigantesca, apagando as chamas e derrotando o meta-humano. De volta ao STAR Labs, Kim toca Iris e Barry novamente, restaurando a velocidade do Flash. Em casa, Iris admite que, embora tenha gostado de ter velocidade, Central City precisa da luz que Barry era, e que ela está feliz sendo líder do time. Wells usa seu chapéu de inteligência mais uma vez, determinando que os dois últimos meta-humanos do ônibus são Janet Petty e Edwin Gauss. |              |                                                                        |                     |                                                                              |                         |                     |
| 86 | 17           | "Null and Annoyed" "(Nula e Irritada)" (BR)                            | Kevin Smith         | Lauren Certo & Kristen Kim                                                   | 10 de abril de 2018     | 1.82                |
| Barry e Ralph treinam para derrotar DeVoe, com Barry ficando irritado com a aparente incapacidade de Ralph em levar as coisas a sério. O time consegue localizar outra meta de ônibus, Janet Petty. Quando Barry e Ralph a confrontam, é revelado que Petty pode manipular a atração gravitacional de um objeto, o que ela demonstra em Barry. Temendo mais uma vez que Ralph não esteja levando as coisas a sério, Barry se recusa a trabalhar com ele. Ralph revela que sua atitude cômica é devida a uma infância difícil em que seu pai o abandonou, fazendo com que ele fizesse piadas sempre que estivesse com medo ou sob pressão. Barry cede e eles vão parar Janet em um evento de gala. Janet usa seus poderes em Barry, fazendo-o flutuar na atmosfera. Barry pede para o time confiar em Ralph no improviso. Ralph detém Janet, então se torna um airbag gigante para permitir que Barry aterrisse com segurança. A esposa de DeVoe descobre que ele a está drogando, mais ela tem sua memoria apagada fazendo com que ela continue a ajudá-lo. Breacher chega à Terra-1 para pedir ajuda à Cisco, pois alguns de seus poderes falharam. Harry leva o chapéu de inteligência para o cofre do tempo de Thawne para recarregá-lo e reativa Gideon. |              |                                                                        |                     |                                                                              |                         |                     |
| 87 | 18           | "Lose Yourself" "(Se Perca)" (BR)                                      | Hanelle Culpepper   | Jonathan Butler & Gabriel Garza                                              | 17 de abril de 2018     | 1.88                |
| O Time Flash rastreia o ultimo meta do ônibus Edwin Gauss, mas é seguido pelo Samuroid, que machuca Caitlin. O time corre de volta para o S.T.A.R Labs para se reagrupar. Caitlin revela a Iris que a Nevasca é ativada pela sua glândula supra-renal, e ela está trabalhando em uma maneira de separá-los. Harry surge com uma arma de som que imita as habilidades de Izzy para derrotar DeVoe. Ralph revela a Barry que ele não tem medo de perder a própria vida, mas de o Time perder, já que ele os considera familiares. Wells está viciado no chapéu de inteligência, que Joe o ajuda a lidar. Ralph pega a arma, com a intenção de ir com Edwin para matar DeVoe, o que Barry argumenta contra. Mais tarde, DeVoe consegue dominar a mente de Edwin, e também usa as habilidades de Janet Petty e Matthew Kim, antes de transferir sua mente para o corpo de Ralph. O time tenta impedi-lo, mas DeVoe os incapacita, e altera o DNA de Caitlin, removendo a matéria escura junto com a Nevasca, antes de sair. De volta ao seu covil, DeVoe usa as habilidades de Ralph para voltar à sua forma original, enquanto ele e Marlize planejam seu próximo movimento para destruir o Time Flash. |              |                                                                        |                     |                                                                              |                         |                     |
| 88 | 19           | "Fury Rogue" "(O Trapaceiro da Fúria)" (BR)                            | Rachel Talalay      | Joshua V. Gilbert & Jeff Hersh                                               | 24 de abril de 2018     | 1.90                |
| Com DeVoe avançando com seus planos, o Time Flash decide proteger Neil Borman. Barry e Cisco viajam para a Terra-X para recrutar Leo Snart como apoio, mas são seguidos pela Canário Negro da Terra-X. O Time Flash planeja entregar Borman a uma instalação segura da ARGUS, usando um traje para conter a radiação, com Snart à mão, caso Borman fique nuclear. Snart concorda em ajudar, mas afirma que ele só pode ficar por 24 horas, já que ele deve se casar com Ray Terrill. DeVoe tenta interceptar a transferência, mas ele e o Time Flash são emboscados pela Canário-X, que sequestra Caitlin, Borman e Joe, mantendo-os na Polícia de Central City. Snart aprende sobre Ralph e convence Barry a se permitir lamentar pelas sua perdas, o que Barry eventualmente faz, dando-lhe força para derrotar a Canário-X. Lyla transfere Borman para outra instalação e Leo retorna para a Terra-X. Cisco e Wells apresentam um plano para aumentar o limite de pensamento de Wells. DeVoe afirma que a emoção e o conhecimento humano é uma fraqueza, e que pretende levar o "Iluminismo" ao mundo fazendo Marlize duvidar dele. |              |                                                                        |                     |                                                                              |                         |                     |
| 89 | 20           | "Therefore She Is" "(Portanto, Ela Existe)" (BR)                       | Rob J. Greenlea     | Sterling Gates & Thomas Pound                                                | 1 de maio de 2018       | 1.70                |
| DeVoe começa a reunir a tecnologia necessária para construir a Máquina do Iluminismo, inclusive assassinando qualquer um que atrapalhe seu caminho. Barry, Cisco, Iris e Harry tentam acionar os poderes da Nevasca em Caitlin, mas não conseguem. Harry revela para o time que a quantidade de matéria escura que ele usou com o chapéu de inteligência causou danos cerebrais. Cisco, Cigana, Barry e Caitlin lutam contra Marlize e DeVoe quando eles adquirem os computadores necessários para abastecer a Máquina do Iluminismo. Flashbacks revelam parcialmente por que Marlize segue DeVoe: ela era uma trabalhadora humanitária no Quênia que criou um purificador de água para um aldeia, mas quando senhores da guerra descobriram sobre isso, eles atacaram e mataram todos. Marlize implora a DeVoe quando ele começa a sufocar Cigana; mais tarde ela decide deixá-lo, envolvendo sua cadeira em um campo de força para que DeVoe não a impeça de deixar a dimensão do compacta. O time percebe que DeVoe planeja usar a Máquina de Iluminismo para lançar a matéria escura em direção à Terra, reiniciando o cérebro de toda a humanidade, semelhante ao que Harry está lidando. A garota misteriosa traz um presente para o chá de bebê de Cecile e Joe e, depois de sair rapidamente, ela foge usando sua velocidade. |              |                                                                        |                     |                                                                              |                         |                     |
| 90 | 21           | "Harry and the Harrisons" "(Harry e os Harrisons)" (BR)                | Kevin Mock          | Judalina Neira & Lauren Certo                                                | 8 de maio de 2018       | 1.74                |
| Cisco reúne o Conselho de Wells para tentar encontrar uma maneira de impedir a perda de inteligência de Harry. O Time Flash relutantemente vai à ajuda de Amunet, encontrando seu sucessor Norvok no processo, embora Barry insista que Amunet não deve matar. O Time recebe uma bomba feita com o metal de Amunet, que será capaz de destruir um dos satélites de DeVoe, e Harry consegue descobrir que o plano de DeVoe pode estar mudando porque Marlize não está mais com ele. Iris publica um artigo revelando o plano de DeVoe e os moradores de Central City começam a relatar avistamentos de DeVoe, o que Iris acredita que prejudicará sua capacidade de permanecer indetectável. |              |                                                                        |                     |                                                                              |                         |                     |
| 91 | 22           | "Think Fast" "(Pense Rápido)" (BR)                                     | Viet Nguyen         | Sam Chalsen & Kristen Kim                                                    | 15 de maio de 2018      | 1.93                |
| DeVoe se infiltra na instalação ARGUS em que se encontra Fallout, personificando John Diggle e mata a maior parte da segurança, exceto por alguns reféns; DeVoe planeja sobrecarregar e matar Fallout para ser uma bateria nuclear para os satélites. Barry corre para Star City e traz Diggle para revelar a localização da instalação. Caitlin e Cisco pedem a Barry para treiná-los no Flashtime para que eles possam salvar os reféns e Barry pode seguir DeVoe através do portal antes de fechar. Nos últimos estágios da gravidez, a telepatia de Cecile faz com que ela assuma a personalidade e os pensamentos de qualquer pessoa próxima. Harry e Iris acompanham Marlize para Londres e usam o último extrapolador para chegar lá. Caitlin e Cisco são capazes de resgatar os reféns. Pesquisando sua mente para encontrar a Nevasca, Cisco vibra em uma memória reprimida de um acidente de infância; A Nevasca já fazia parte da Caitlin décadas antes do acelerador de partículas ter criado algum meta. Barry consegue seguir DeVoe através da brecha e destrói um dos satélites com a bomba de Amunet. No entanto, DeVoe assume o controle do S.T.A.R Labs e usa seu satélite para substituir o destruído. Ele inicia o protocolo do Iluminismo no cofre do tempo de Thawne. |              |                                                                        |                     |                                                                              |                         |                     |
| 92 | 23           | "We Are the Flash" "(Nós Somos o Flash)" (BR)                          | David McWhirter     | Todd Helbing & Eric Wallace                                                  | 22 de maio de 2018      | 2.16                |
| Depois que o Iluminismo começa, Marlize se une ao Time Flash, enquanto Cecile entra em trabalho de parto. Marlize usa os poderes de Cecile para enviar Barry para a consciência de DeVoe para encontrar o bem que restou nele. Barry encontra Ralph vivo na consciência de DeVoe e, juntos, eles encontram o "bom" DeVoe morto. DeVoe tenta impedir que eles cheguem o nexo de sua mente, enquanto segue o Time Flash até uma dimensão de bolso. Em sua consciência, DeVoe se multiplica para lutar contra Barry e Ralph, enquanto derruba o Time Flash. Barry e Ralph chegam ao nexo; Barry acorda no mundo real e Ralph recupera seu corpo no momento em que DeVoe está prestes a matar Cecile. Ele reaparece, porém, como um holograma através de sua cadeira, mas Marlize o destrói. Barry, Cisco e Ralph protegem os civis dos satélites em queda e a garota misteriosa ajuda Barry a destruir o último. O cérebro de Harry é reiniciado, mas é restaurado principalmente por Marlize; ele decide voltar para a Terra-2 para ficar com Jesse. O Time Flash comemora a derrota de DeVoe com Wally (que retornou das Lendas) e a filha recém-nascida de Cecile, Jenna. A garota misteriosa chega e revela ser a filha de Barry e Iris do futuro, Nora; ela afirma ter cometido "um grande erro". |              |                                                                        |                     |                                                                              |                         |                     |

## Elenco e personagens
| - Grant Gustin como Barry Allen / Flash - Candice Patton como Iris West - Danielle Panabaker como Caitlin Snow / Nevasca - Carlos Valdes como Cisco Ramon / Vibro - Keiynan Lonsdale como Wally West / Kid Flash - Neil Sandilands como Clifford DeVoe / Pensador - Tom Cavanagh como Harry Wells - Jesse L. Martin como Joe West | - Danielle Nicolet como Cecile Horton - Kim Engelbrecht como Marlize DeVoe / Mecânica - Jessica Camacho como Cynthia / Cigana - Patrick Sabongui como David Singh - Donna Pescow como Sharon Finkel - Richard Brooks como Gregory Wolfe - Hartley Sawyer como Ralph Dibny / Homem Elástico - Katee Sackhoff como Amunet Black / Forja - Sugar Lyn Beard como Rebecca Sharpe / Hazard e Clifford DeVoe / Pensador - Jessica Parker Kennedy como Nora West-Allen |

### Convidados
- Britne Oldford como Shawna Baez / Peek-a-Boo[36]
- Mark Sweatman como Norvok[37]
- Dominic Burgess como Ramsey Deacon / Kilgore[38]
- Chelsea Kurtz como Mina Chayton / Bisão Negro[39]
- Violett Beane como Jesse Chambers Wells / Jessie Quick[40]
- Danny Trejo como Josh / Breacher[27][41]
- Vito D'Ambrosio como Anthony Bellows
- Emily Bett Rickards como Felicity Smoak[33]
- Riley Jade Berglund como Joanie[42]
- Matt Afonso como Chorão[43]
- Stephen Amell como Oliver Queen / Arqueiro Verde e Arqueiro Negro[44]
- Victor Garber como Martin Stein / Nuclear[44]
- Caity Lotz como Sara Lance / Canário Branco[44]
- Chyler Leigh como Alex Danvers[44]
- Franz Drameh como Jefferson Jackson / Nuclear[44]
- Paul Blackthorne como Quentin Lance / Sturmbannführer[44]
- Jeremy Jordan como General Schott[44]
- Juliana Harkavy como Dinah Drake / Canário Negro[44]
- Melissa Benoist como Kara Danvers / Kara Zor-El / Supergirl e Overgirl[44]
- Wentworth Miller como Leonard Snart / Cidadão Frio[45]
- Russell Tovey como Ray Terrill / The Ray[44]
- Frederick Schmidt como a voz de Metallo-X
- Kendrick Sampson como Dominic Lanse / Tormenta Cerebral[46] e Clifford DeVoe / Pensador
- Mark Valley como Anton Slater[47]
- Ryan Alexander McDonald como Neil Borman / Fallout
- Devon Graye como Axel Walker / Trapaceiro[48]
- Corinne Bohrer como Zoey Clark / Trapaça[48]
- Bill Goldberg como Dave Ratchet / Graúdo[48]
- Derek Mears como Sylbert Rundine / Estrela-Anã[49]
- Paul McGillion como Earl Cox
- Miranda MacDougall como Izzy Bowin / Violinista[50] e Clifford DeVoe / Pensador
- John Wesley Shipp como Jay Garrick / Flash[51]
- Leonardo Nam como Matthew Kim / Ponto de Fusão[52]
- Max Adler como Jaco Birch / Pyro[53]
- Bethany Brown como Janet Petty / Nula
- Arturo Del Puerto como Edwin Gauss / Homem Dobrável
- Katie Cassidy como Laurel Lance / Sereia-X
- David Ramsey como John Diggle / Espartano
- Victoria Askounis como Caitlin Snow (jovem)[54]

## Produção

### Desenvolvimento
A série foi renovada para uma quarta temporada em 8 de janeiro de 2017, antes do normal para a série. O produtor executivo Andrew Kreisberg disse sobre isso: "A grande coisa sobre nossos queridos amigos da The CW e Mark Pedowitz escolherem os shows o mais cedo que eles fizeram nos permitiu começar a construir os cronogramas para a próxima temporada." Em maio de 2017 , foi anunciado que Aaron Helbing não retornaria como produtor executivo para a quarta temporada, com apenas Greg Berlanti, Andrew Kreisberg, Sarah Schechter e Todd Helbing retornando das temporadas anteriores. Todd Helbing e Kreisberg foram escalados para servir como showrunners da temporada. Em novembro de 2017, Kreisberg foi suspenso de seu papel como produtor executivo e showrunner no The Flash por acusações de assédio sexual. No final do mês, ele foi demitido, e seu nome acabou sendo removido dos créditos de todos os programas em que trabalhou. Além disso, Berlanti assumiria responsabilidades adicionais trabalhando com Helbing para co-showrun a temporada.

### Roteiro
A meu ver, o tempo não é linear e tudo está acontecendo ao mesmo tempo na Força de Velocidade. De certa forma, ele teve um despertar e um renascimento. Nosso primeiro episódio se chama 'Reborn' e é um renascimento para Barry, mas ele está meio confuso também, porque experimentou tantas coisas rapidamente ao longo de seis meses, mesmo que para ele tenha sido uma eternidade. Ele não é Barry quando o vemos pela primeira vez.

—Grant Gustin sobre o renascimento de Barry na quarta temporada.
Em março de 2017, Kreisberg confirmou que o principal vilão da quarta temporada não seria um velocista, como nas três temporadas anteriores. Os produtores executivos Aaron e Todd Helbing também mencionaram que haveria menos viagens no tempo na temporada, com Aaron dizendo: "Gostamos de brincar com os cronogramas e os diferentes períodos de tempo, futuro e passado. Por agora, acho que vamos concentre-se no presente." Em junho de 2017, Clifford DeVoe / Pensador foi relatado como o principal antagonista da temporada. Ele foi sugerido pela primeira vez no episódio da terceira temporada "Abra Kadabra", quando o vilão titular o menciona entre os maiores inimigos do Flash, e novamente no final da temporada "Linha de chegada", quando Savitar menciona enfrentar DeVoe, mas afirma que o Flash não tratou dele ainda. No painel da série San Diego Comic-Con, a especulação foi confirmada, com Todd Helbing dizendo, "Com três Speedsters consecutivos, este ano é o homem mais rápido vivo contra a mente mais rápida viva." Ele acrescentou que o os escritores estavam "fazendo um esforço consciente este ano para recuperar o quociente de diversão".
Sobre a possibilidade de Wally West assumir o manto do Flash na ausência de Barry, Keiynan Lonsdale disse que "Não é algo que esteja no meu radar. Sinto que há muita história para contar e Wally tem muito o que crescer. .. Precisamos ver como esses personagens vão realisticamente para onde estão indo." Com a ação começando seis meses após a terceira temporada, Kid Flash e Vibe são deixados para proteger Central City, com Carlos Valdes dizendo" o equipe está se agarrando a qualquer coisa para manter a cidade unida, ... há um sentimento unânime entre os membros restantes de que não é a mesma coisa sem Barry ... Portanto, à luz disso, a Cisco faz o que for preciso para conseguir amigos de volta." Valdes também confirmou o retorno da maneira brincalhona de Cisco. Candice Patton explicou o papel maior de Iris West dentro do Time Flash como "uma forma de se distrair", acrescentando que "[Iris] é forçada a lidar com a raiva, ressentimento e abandono concentrando-se em proteger Central City ... Estamos vendo uma Iris muito diferente, quase uma Iris muito endurecida. Kreisberg também sugeriu um grande crescimento para Iris nesta temporada, e observou que" a estréia da temporada é toda sobre Iris e Cisco, não Barry".
Em julho de 2017, Sterling Gates, escritor de quadrinhos da DC Comics, juntou-se como membro da equipe de roteiristas da quarta temporada. Na turnê de imprensa da Television Critics Association em agosto de 2017, Pedowitz afirmou que a quarta temporada de The Flash "vai tentar encontrar a leveza ... de Barry Allen das duas primeiras temporadas", e disse que o show foi provavelmente "feito com vilões velocistas". No final do mês, Kreisberg confirmou o retorno de Harry Wells da Terra-2, dizendo que "a 4ª temporada para Harry é realmente perceber o que ele está perdendo em sua vida e o que ele precisa para se tornar uma pessoa melhor e mais completa, e assim ele vai embarcar em uma jornada emocional bastante épica nesta temporada que está ligada ao plano do Pensador", além de confirmar a introdução de uma nova versão do personagem Wells.
Em setembro de 2017, Helbing observou "Há muito amor no ar nesta temporada" e comparou o reencontro de Barry e Iris com "alguém saindo para a guerra por seis meses e voltando. Há muito que Iris experimentou que Barry não" quando ele se foi, e é realmente [sobre] a diversão e o componente emocional de compensar aquele momento em que eles não estavam juntos. " Helbing também explicou que a Força de Aceleração "deixou [Barry] lidar com toda a bagagem [das últimas três temporadas]. Quando ele sai, ele meio que deixou tudo para trás." Naquele mês, Kreisberg também confirmou que Barry e Iris vão se casar nesta temporada, ao mesmo tempo que revelam que a dupla vai para terapia de casal, já que "[eles] continuam brigando de forma cômica inadvertidamente porque [ambos] estão acostumados a estar no comando, e então acabam indo ... trabalhar nisso. " Ele acrescentou: "Os dois com o terapeuta é uma das coisas mais engraçadas que já fizemos neste programa, mas também leva a um aprofundamento do relacionamento deles."

### Escolha do elenco
Os membros do elenco principal Os membros do elenco principal Grant Gustin, Candice Patton, Danielle Panabaker, Carlos Valdes, Tom Cavanagh, Jesse L. Martin e Keiynan Lonsdale voltaram das temporadas anteriores como Barry Allen / Flash, Iris West, Caitlin Snow, Cisco Ramon, Harrison Wells, Joe West, e Wally West respectivamente. Cavanagh retratou principalmente Harry Wells da Terra-2 na temporada, além de várias outras versões de Wells em papéis menores: Herr Wells da Terra-12, Wells 2.0 da Terra-22, H. Lothario Wells da Terra-47 , Wells o Cinza da Terra-13, Sonny Wells da Terra-24 e HP Wells da Terra-25. Também retornando do início da série está Jessica Camacho como Cynthia / Cigana. Foi revelado que Tom Felton, que se juntou ao elenco como Julian Albert na terceira temporada, não seria um personagem regular na quarta temporada, e que não havia planos para ele aparecer. A ausência de Julian será tratada "muito rapidamente - há uma razão pela qual ele não está mais com a equipe", disse Helbing. Na estréia da temporada, é revelado que Julian retornou a Londres. Kreisberg também confirmou que havia adiado o retorno planejado de Violett Beane como Jesse Quick devido ao grande número de velocistas no programa, mas não descartou um possível retorno no futuro. Beane eventualmente apareceu como Jesse no episódio "Luck Be a Lady". Britne Oldford, que anteriormente apareceu como Shawna Baez / Peek-a-Boo na primeira temporada e na webserie The Chronicles of Cisco, reprisou seu papel na estreia da temporada.
Em julho de 2017, Neil Sandilands foi anunciado para ser escalado como Clifford DeVoe, um gênio metahumano que embarca em uma batalha de uma temporada com o Flash a fim de consertar tudo o que ele considera errado com a humanidade; enquanto Kim Engelbrecht foi anunciada como Marlize DeVoe, a mão direita de DeVoe e uma engenheira altamente inteligente que projeta dispositivos para ele; e Danny Trejo como Breacher, um caçador de recompensas da Terra-19 e pai da Cigana. Também em junho, a série estava procurando escalar um papel que "deveria colocar o departamento de efeitos visuais à prova", com o papel mais tarde revelado ser Ralph Dibny / Homem Elástico, um metahumano com a habilidade de esticar seu corpo a comprimentos e tamanhos sobre-humanos. Hartley Sawyer foi escalado para o papel recorrente em julho como o investigador particular falante que, após descobrir suas habilidades, ajudará o Time Flash a resolver um dos maiores mistérios de Central City. O personagem foi mencionado anteriormente na primeira temporada, como uma das quatorze pessoas que aparentemente morreram como resultado da explosão do acelerador de partículas. No mês seguinte, Katee Sackhoff foi anunciada no papel recorrente de Amunet Black, que opera um mercado negro subterrâneo de supervilões metahumanos.

### Filmagens
As filmagens para a temporada começaram em 4 de julho de 2017, em Vancouver, Columbia Britânica, e concluídas em 21 de abril de 2018. Kevin Smith voltou a dirigir um episódio em janeiro de 2018.

### Música
Em agosto de 2017, o compositor da série Blake Neely e Nathaniel Blume começaram a compor a música para a quarta temporada.

### Ligações com o Universo Arrow
Em maio de 2017, o presidente da The CW, Mark Pedowitz, anunciou oficialmente os planos para um evento crossover de quatro programas do Universo Arrow, cruzando episódios da série de televisão Supergirl, The Flash, Legends of Tomorrow e Arrow. O crossover, Crisis on Earth-X, começou com Supergirl e uma exibição especial de Arrow em 27 de novembro de 2017, e concluído em The Flash e Legends of Tomorrow em 28 de novembro. Antes disso, a atriz Emily Bett Rickards de Arrow aparece como Felicity Smoak no quinto episódio da temporada. Após o crossover, Katie Cassidy (que já havia aparecido em The Flash como Laurel Lance e Sereia Negra) aparece no décimo nono episódio como Sereia-X, uma versão alternativa de Laurel da Terra-X. O ator David Ramsey aparece como John Diggle no vigésimo segundo episódio.

## Marketing
Em julho de 2017, o elenco da série apareceu na San Diego Comic-Con International para promover a temporada, onde filmagens exclusivas foram mostradas. Durante o painel, um trailer da temporada foi mostrado, com James Whitbrook do io9 sentindo que, apesar do tom "sombrio", havia "alguns sinais divertidos da equipe se unindo para proteger a cidade sem [Barry] ... Sprinkle em algumas coisas malucas, como, digamos, um maldito Samuróide arrancado direto dos quadrinhos, e senhoras e senhores, você tem uma boa temporada de The Flash alinhada." Ben Pearson da / Film sentiu ao ver o acordo de Iris West com a ausência de Barry foi "uma boa mudança de ritmo para aquele personagem", mas antecipou que "Barry [estaria] de volta dois ou três episódios no máximo." Allison Keene do Collider também observou Iris "recebendo um real enredo "com Barry fora, e da mesma forma presumido que ele" [estaria] de volta ao rebanho no final do primeiro episódio "semelhante a Flashpoint na terceira temporada. Ela acrescentou: "Existem alguns novos inimigos, muita ação, muita tecnologia - é ótimo!"

## Lançamento

### Exibição
A temporada começou a ser exibida em 10 de outubro de 2017, na The CW nos Estados Unidos, e terminou em 22 de maio de 2018.

### Mídia doméstica
A temporada foi lançado em Blu-ray em 28 de agosto de 2018.

## Recepção

### Audiência
| №  | Título                         | Exibição original       | Rating/share (18–49) | Audiência (em milhões) | DVR (18–49) | Audiência em DVR (milhões) | Total (18–49) | Audiência total (em milhões) |
| -- | ------------------------------ | ----------------------- | -------------------- | ---------------------- | ----------- | -------------------------- | ------------- | ---------------------------- |
| 1  | "The Flash Reborn"             | 10 de outubro de 2017   | 1.1/4                | 2.84                   | 0.7         | 1.92                       | 1.8           | 4.77                         |
| 2  | "Mixed Signals"                | 17 de outubro de 2017   | 0.9/4                | 2.54                   | 0.8         | 1.82                       | 1.7           | 4.36                         |
| 3  | "Luck Be a Lady"               | 24 de outubro de 2017   | 1.0/4                | 2.62                   | 0.8         | 1.84                       | 1.8           | 4.46                         |
| 4  | "Elongated Journey Into Night" | 31 de outubro de 2017   | 0.7/3                | 1.99                   | 0.7         | 1.79                       | 1.4           | 3.79                         |
| 5  | "Girls Night Out"              | 7 de novembro de 2017   | 0.9/4                | 2.38                   | 0.8         | 1.84                       | 1.7           | 4.22                         |
| 6  | "When Harry Met Harry..."      | 14 de novembro de 2017  | 1.0/4                | 2.46                   | 0.7         | 1.83                       | 1.7           | 4.29                         |
| 7  | "Therefore I Am"               | 21 de novembro de 2017  | 0.8/3                | 2.20                   | 0.8         | 2.08                       | 1.6           | 4.28                         |
| 8  | "Crisis on Earth-X, Part 3"    | 28 de novembro de 2017  | 1.0/4                | 2.82                   | 0.7         | 1.83                       | 1.7           | 4.64                         |
| 9  | "Don't Run"                    | 5 de dezembro de 2017   | 0.8/3                | 2.22                   | 0.6         | 1.45                       | 1.4           | 3.67                         |
| 10 | "The Trial of the Flash"       | 16 de janeiro de 2018   | 0.8/3                | 2.51                   | 0.7         | 1.55                       | 1.5           | 4.06                         |
| 11 | "The Elongated Knight Rises"   | 23 de janeiro de 2018   | 0.7/3                | 2.12                   | 0.7         | 1.69                       | 1.4           | 3.81                         |
| 12 | "Honey, I Shrunk Team Flash"   | 30 de janeiro de 2018   | 0.9/3                | 2.60                   | 0.8         | 1.84                       | 1.7           | 4.43                         |
| 13 | "True Colors"                  | 6 de fevereiro de 2018  | 0.8/3                | 2.28                   | 0.9         | 2.00                       | 1.7           | 4.28                         |
| 14 | "Subject 9"                    | 27 de fevereiro de 2018 | 0.7/3                | 2.12                   | 0.8         | 1.86                       | 1.5           | 3.98                         |
| 15 | "Enter Flashtime"              | 6 de março de 2018      | 0.7/3                | 2.04                   | 0.8         | 1.83                       | 1.5           | 3.87                         |
| 16 | "Run, Iris, Run"               | 13 de março de 2018     | 0.7/3                | 2.09                   | 0.7         | 1.58                       | 1.4           | 3.67                         |
| 17 | "Null and Annoyed"             | 10 de abril de 2018     | 0.6/2                | 1.82                   | 0.7         | 1.64                       | 1.3           | 3.47                         |
| 18 | "Lose Yourself"                | 17 de abril de 2018     | 0.7/3                | 1.88                   | 0.6         | 1.54                       | 1.3           | 3.43                         |
| 19 | "Fury Rogue"                   | 24 de abril de 2018     | 0.6/2                | 1.90                   | 0.7         | 1.61                       | 1.3           | 3.51                         |
| 20 | "Therefore She Is"             | 1 de maio de 2018       | 0.6/2                | 1.70                   | 0.8         | 1.62                       | 1.4           | 3.31                         |
| 21 | "Harry and the Harrisons"      | 8 de maio de 2018       | 0.7/3                | 1.74                   | 0.6         | 1.52                       | 1.3           | 3.26                         |
| 22 | "Think Fast"                   | 15 de maio de 2018      | 0.7/3                | 1.93                   | 0.6         | 1.40                       | 1.3           | 3.30                         |
| 23 | "We Are the Flash"             | 22 de maio de 2018      | 0.8/4                | 2.16                   | 0.7         | 1.57                       | 1.5           | 3.73                         |

### Resposta Crítica
A avaliação do site Rotten Tomatoes deu para a temporada um índice de 80% de aprovação dos críticos e com uma classificação média de 6,95/10 baseado em baseado em 19 comentários. O consenso do site disse: "Após uma virada instável na terceira temporada, The Flash retorna às suas raízes com uma quarta temporada repleta de humor, espetáculo e muito coração."
Revendo os dois primeiros episódios da temporada, Allison Keene escrevendo para o Collider.com, sentiu a estréia "limpar a lousa, consertando muitos dos problemas que atormentaram o final da última temporada e criando um ambiente muito mais atenuado enredo. Mais importante, trouxe de volta um pouco de diversão. " Ela acrescentou que com uma "equipe otimizada", os personagens principais agora têm tempo para interagir e ter enredos significativos. No segundo episódio, Keene descreveu-o como "verdadeiramente um deleite" com a série levando "tempo para se concentrar nos relacionamentos dos personagens, e não apenas nos relacionamentos românticos" e cada personagem "sentindo-se como uma versão renovada de si mesmo, com um novo propósito narrativo" . Ela também destacou a configuração do Pensador "como um vilão tipo Alquimia que manipula metas malignas no caminho do Flash como parte de algum tipo de plano mestre", dizendo "The Flash é uma série que realmente funciona melhor como procedimental, com a equipe encontrando maneiras criativas de derrubar os vilões da semana."
Ao revisar o final, Jesse Schedeen da IGN deu ao episódio "We Are the Flash" uma avaliação de 4,6/10, opinando que, "Por mais problemática que a série tenha sido este ano, é decepcionante, mas não é surpreendente ver a quarta temporada de The Flash terminar em uma nota tão branda." Mike Cecchini do Den of Geek! da mesma forma atribuiu ao episódio uma classificação de 2,5/5. Em sua crítica, Cecchini sentiu que o final foi "o final de temporada mais fraco que o Flash já produziu" e que, "apesar de vários pontos altos, não foi realmente suficiente para salvar a temporada." crítica positiva do The A.V. Club, Scott Von Doviak deu ao final um B +, elogiando o tom leve e os momentos de personagem, acrescentando que "Nada disso pode compensar os longos períodos de mediocridade este ano, mas pelo menos não me deixa com um mau gosto na minha boca."

### Prêmios e Indicações
Collider classificou The Flash como a segunda melhor série de super-heróis de 2017.
| Ano  | Prêmio                             | Categoria                                             | Nomeado(s)                                                                                                  | Resultado | Ref.            |
| ---- | ---------------------------------- | ----------------------------------------------------- | --- | --------- | --------------- |
| 2018 | BMI Film, TV & Visual Media Awards | BMI Network Television Music Award                    | Nathaniel Blume e Blake Neely                                                                               | Venceu    | [ 130 ]         |
| 2018 | Kids' Choice Awards                | Favorite TV Actor                                     | Grant Gustin                                                                                                | Indicado  | [ 131 ]         |
| 2018 | Kids' Choice Awards                | Favorite TV Show                                      | The Flash                                                                                                   | Indicado  | [ 131 ]         |
| 2018 | MTV Movie & TV Awards              | Best Hero                                             | Grant Gustin                                                                                                | Indicado  | [ 132 ]         |
| 2018 | Saturn Awards                      | Best Guest-Starring Performance on Television         | Hartley Sawyer                                                                                              | Indicado  | [ 133 ] [ 134 ] |
| 2018 | Saturn Awards                      | Best Superhero Television Series                      | The Flash                                                                                                   | Venceu    | [ 133 ]         |
| 2018 | Saturn Awards                      | Best Supporting Actress on a Television Series        | Candice Patton                                                                                              | Indicado  | [ 133 ]         |
| 2018 | Teen Choice Awards                 | Choice Action TV Actor                                | Grant Gustin                                                                                                | Venceu    | [ 135 ]         |
| 2018 | Teen Choice Awards                 | Choice Action TV Actress                              | Danielle Panabaker                                                                                          | Indicado  | [ 135 ]         |
| 2018 | Teen Choice Awards                 | Choice Action TV Actress                              | Candice Patton                                                                                              | Indicado  | [ 135 ]         |
| 2018 | Teen Choice Awards                 | Choice Action TV Show                                 | The Flash                                                                                                   | Venceu    | [ 135 ]         |
| 2018 | Teen Choice Awards                 | Choice TV Ship                                        | Grant Gustin ae Candice Patton                                                                              | Indicado  | [ 135 ]         |
| 2019 | Leo Awards                         | Best Guest Performance by a Male in a Dramatic Series | Paul McGillion (por "True Colors")                                                                          | Indicado  | [ 136 ]         |
| 2019 | Leo Awards                         | Best Visual Effects in a Dramatic Series              | Armen V. Kevorkian, Joshua Spivack, Marc Lougee, Shirak Agresta, Andranik Taranyan (por "We Are the Flash") | Venceu    | [ 136 ]         |

### Referênciais gerais
- «The Flash Season 4 Episode Guide». TV Guide. Consultado em 13 de agosto de 2017
- «Shows A-Z – The Flash on CW». The Futon Critic. Consultado em 13 de agosto de 2017